# Microscopía de excitación de dos fotones

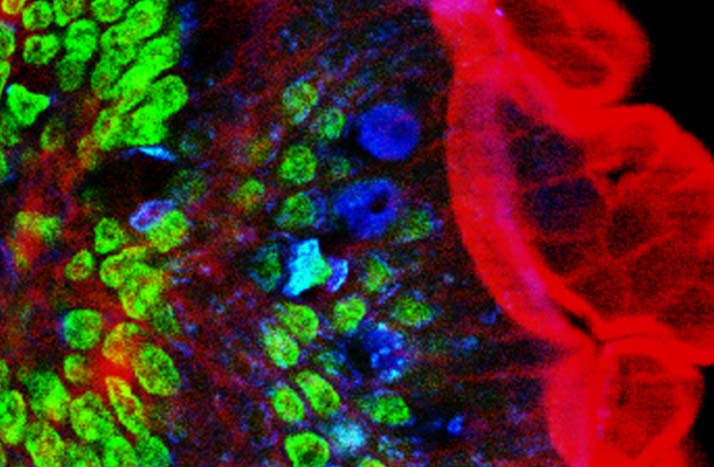
Microscopía de excitación de dos fotones del intestino de un ratón obtenido a 780 nm usando un láser de titanio-zafiro. En rojo: actina; verde: núcleos de las células; azul: moco de las células caliciformes.

Un diagrama de un microscopio de dos fotones.

La microscopia de excitación de dos fotones es una técnica de proyección de imagen fluorescente que permite la imagen de tejido vivo hasta una profundidad de un milímetro. El microscopio de excitación de dos fotones es una variante especial del microscopio fluorescente de múltiples fotones. En algunos casos, la excitación de dos fotones puede ser una alternativa viable a la microscopía confocal debido a su más profunda penetración de tejido y fototoxicidad reducida.
La excitación de dos fotones emplea un concepto descrito por primera vez por Maria Goeppert-Mayer (n. 1906) en su disertación doctoral de 1931. y observada por primera vez en 1961 en un cristal de CaF2:Eu2+ usando excitación laser por Wolfgang Kaiser. Isaac Abella mostró en 1962 en el vapor de cesio que la excitación de dos fotones de los átomos individuales era posible.
El concepto de la excitación de dos fotones es basado en la idea que dos fotones de baja energía pueden excitar un fluoróforo en un evento cuántico, resultando en la emisión de un fotón de fluorescencia, típicamente en una más alta energía que cualquiera de los dos fotones excitatorios. La probabilidad de absorción casi simultánea de dos fotones es extremadamente baja. Por lo tanto es típicamente requerido un alto flujo de fotones de excitación, generalmente un láser de femtosegundo.
La microscopía de dos fotones fue iniciada en trabajos pioneros en 1990 por Winfried Denk en el laboratorio de Watt W. Webb en la Universidad de Cornell. Combinó la idea de la absorción de dos fotones con el uso de un explorador láser. En microscopía de excitación de dos fotones un rayo láser infrarrojo es enfocado a través de una lente objetivo. El láser Ti-zafiro, usado normalmente, tiene un ancho de pulso de aproximadamente 100 femtosegundos y un índice de repetición de cerca de 80 MHz, permitiendo la alta densidad y el flujo de fotones requeridos para la absorción dos fotones y se puede sintonizar en un amplio rango de longitudes de onda. La tecnología de dos fotones fue patentada por Winfried Denk, James Strickler y Watt Webb en la Universidad de Cornell.
Los fluoróforos más comúnmente usados tienen espectros de excitación en el rango de 400-500 nm, mientras que el láser usado para excitar los fluoróforos está en el rango ~700-1000 nm (infrarrojo). Si el fluoróforo absorbe simultáneamente dos fotones infrarrojos, absorberá suficiente energía para ser elevado al estado excitado. Entonces el fluoróforo emitirá un solo fotón con una longitud de onda que depende del tipo de fluoróforo usado (típicamente en el espectro visible). Debido a que necesitan ser absorbidos dos fotones para excitar un fluoróforo, la probabilidad para la emisión fluorescente de los fluoróforos aumenta cuadráticamente con la intensidad de la excitación. Por lo tanto, se genera mucha más fluorescencia de dos fotones donde el rayo láser es enfocado con precisión que donde está más difuso. Efectivamente, la fluorescencia es observada en cualquier cantidad apreciable en el volumen focal, resultando un alto grado de rechazo de objetos fuera de foco. La fluorescencia de la muestra es entonces recogida por un detector de alta sensibilidad, como el de un tubo fotomultiplicador. Esta intensidad de luz observada se convierte en un píxel en la eventual imagen; el punto focal es explorado a través de una región deseada de la muestra para formar todos los píxeles de la imagen.
El uso de luz infrarroja para excitar fluoróforos en tejido que dispersan la luz ha agregado ventajas. Longitudes de onda más largas se dispersan a un grado un poco menor que las más cortas, lo que es un beneficio en la imagen de alta resolución. Además, estos fotones de baja energía son menos probables que causen daño fuera del volumen focal. Hay varias advertencias al usar microscopía de dos fotones: Los láseres de pulso generalmente son mucho más costosos, el microscopio requiere una óptica especial para soportar los intensos pulsos, el espectro de absorción de dos fotones de una molécula puede variar significativamente de sus contrapartes de un fotón, y las longitudes de onda mayores de 1400 nm pueden ser significativamente absorbidas por el agua en el tejido vivo.